# Ligyra macassarensis
Ligyra macassarensis är en tvåvingeart som först beskrevs av Paramonov 1931.  Ligyra macassarensis ingår i släktet Ligyra och familjen svävflugor. Inga underarter finns listade i Catalogue of Life.